# Euphorbia ridleyi
Euphorbia ridleyi är en törelväxtart som beskrevs av Léon Camille Marius Croizat. Euphorbia ridleyi ingår i släktet törlar, och familjen törelväxter. Inga underarter finns listade i Catalogue of Life.